# Preedi jõgi
Preedi jõgi är ett vattendrag i Estland. Den är 26 km lång. Preedi jõgi har sin källa i Varangu järv i  Väike-Maarja kommun i landskapet Lääne-Virumaa. Den rinner söderut, passerar byn Preedi, sammanflödar med den västliga högerbifloden Vahu jõgi (6 km lång) innan den rinner ut i Põltsamaa jõgi i Järva kommun i landskapet Järvamaa.  